# Beyond the Notes
Albums de Jon Lord
Pictured Within
(1998) Durham Concerto
(2008)
Beyond the Notes est le cinquième album studio de Jon Lord, sorti en 2004, douze ans après le précédent. Il s'agit aussi du premier album de Lord depuis son départ de Deep Purple en 2003.
À côté d'instruments traditionnels du rock, on peut y entendre des orchestres à cordes et des bois.
Y participent, entre autres, Frida Lyngstad, Sam Brown, Miller Anderson, Thijs van Leer, Pete York, Sam Brow et Frida .

## Titres
1. Miles Away (7:40)
2. De Profundis (7:20)
3. One from the Meadow (8:14)
4. Cologne Again (6:45)
5. I'll Send You a Postcard (Pavane for Tony) (6:54)
6. The Sun Will Shine Again (4:22)
7. A Smile When I Shook His Hand (In Memorian George Harrison) (7:30)
8. November Calls (5:03)
9. The Telemann Experiment (7:07)
10. Music for Miriam (Version for String Orchestra) (8:02)

Toutes les musiques sont composées par Jon Lord. Tous les textes sont de Sam Brown, sauf November Calls qui est de Jon Lord.

## Musiciens
- Jon Lord - Piano (1 à 9), claviers (1), orgue Hammond (4)
- Paul Shigihara - Guitare (1 à 9)
- Urs Fuchs - Basse (2, 3, 4, 6, 7, 8, 9)
- Mario Argandoña - Percussions (1, 2, 4, 6, 7, 9), batterie additionnelle (2, 4, 9), chœurs (3, 7, 8)
- Matthias Krauss - Claviers (2, 3, 4, 7, 8), clavecin (9)
- Pete York - Batterie (2, 4, 9)

- Sam Brown - Chant sur One From The Meadow (3)
- Miller Anderson - Chant sur November Calls (8)
- Frida - Chant sur The Sun Will Shine Again (6)
- Sabine van Baaren - Chœurs (3, 7, 8)
- The Vocaleros[1] - Voix (1)
  - Christina Lux
  - Mario Argandoña
  - Sabine Van Baaren
  - Serge Maillard
  - Stephan Scheuss

- Thijs van Leer - Flûte (1)
- Michael Heupel - Flûte (2, 4, 7, 9)
- Gerhard Vetter - Hautbois (2, 4, 9)
- Andy Miles - Clarinette (2, 4, 9)

- Haagen Kur - Violoncelle (1)
- Øyvind Gimse - Violoncelle solo (5, 10)
- Mike Routledge - Alto (1)
- Tino Fjeldli - Violon solo (3, 5)
- Alex Robson - Violon solo (10)
- Rodrigo Reichel - 1er violon (1)
- Stefan Pintev - 2d violon (1)
- Emilia Amper - Harpe Nyckel (9)
- Ensemble à cordes de Cologne « Albert Jung » (6)
- Ensemble à cordes « Solistes de Trondheim » (1, 2, 3, 4, 5, 8, 9, 10)
  - Direction - Øyvind Gimse
  - Management - Bjørn Nessjø
  - Contrebasse - Rolf Hoff Baltersen
  - Violoncelle - Cecilie Koch, Synnøve Volden, Øyvind Gimse
  - Alto -  Bergmund Skaslien, Ragnhild Torp, Torodd Wigum
  - 1ers violons - Elisabeth Uddu, Erling Skaufel, Johannes Rusten, Margrete Pettersen, Tino Fjeldli
  - 2nds violons - Anders Larsen, Hedvig Utaaker, Renate Engevold, Øyvind Mehus